# Acrotylus bilobatus
Acrotylus bilobatus är en insektsart som beskrevs av Miller, N.C.E. 1932. Acrotylus bilobatus ingår i släktet Acrotylus och familjen gräshoppor. Inga underarter finns listade i Catalogue of Life.